# Печень из Пьяченцы

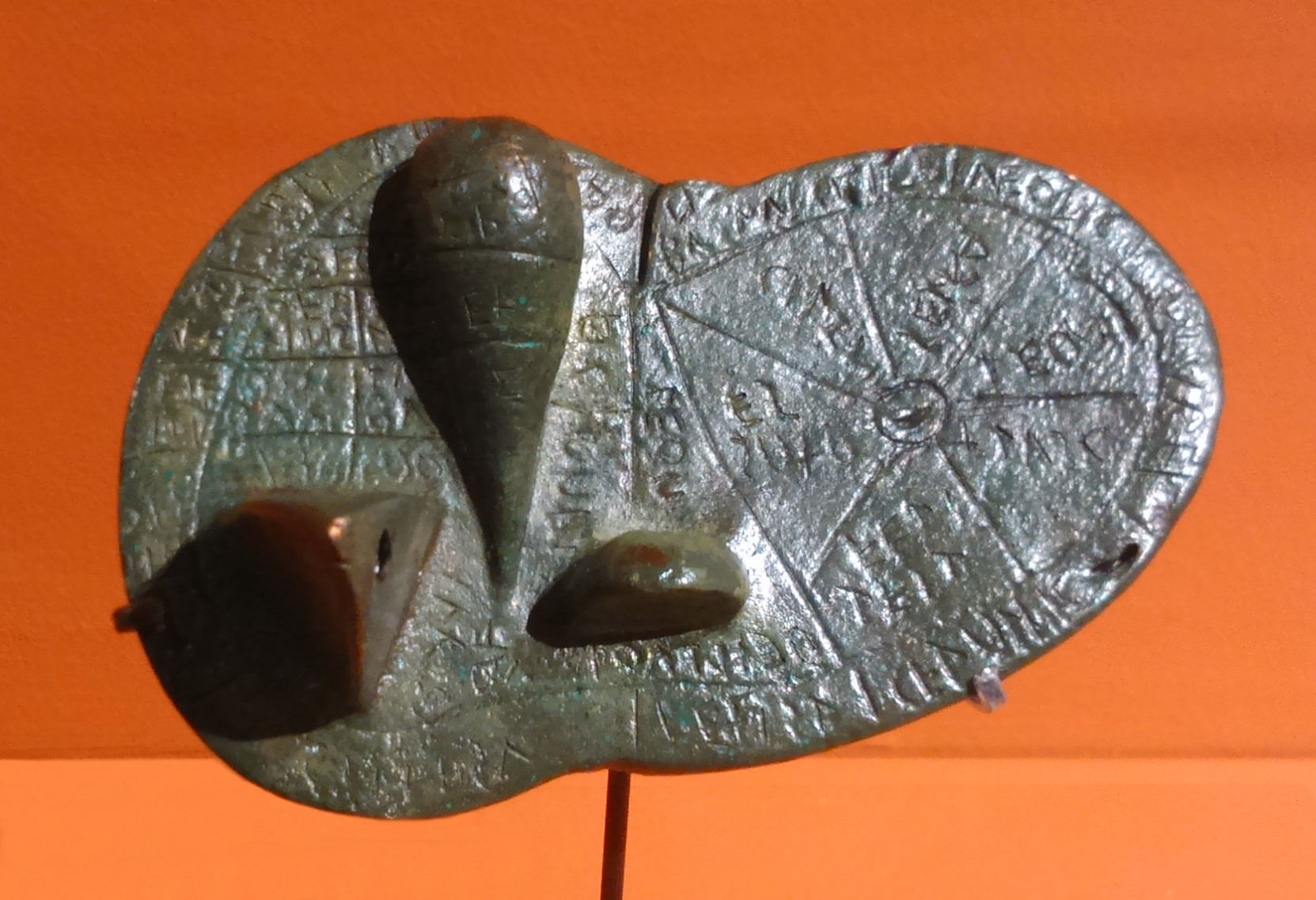
Печень из Пьяченцы

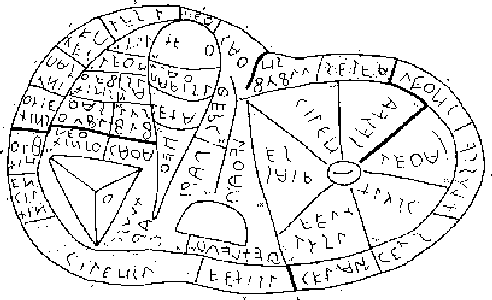
Прорисовка надписей на модели печени

Печень из Пьяченцы (NRIE 31, TLE 719, REE 49,37, ET Pa 4.2) — этрусская бронзовая модель печени для гаруспиций, датируемая II веком до н. э.
Найдена 26 сентября 1877 г. в окрестностях Госсоленго (итал. Settima di Gossolengo) во время пахоты, в настоящее время экспонируется в муниципальном музее Пьяченцы — дворце Фарнезе.
Печень из Пьяченцы представляет собой бронзовую модель овечьей печени в натуральную величину (126 x 76 x 60 мм), на которую нанесена модель неба с выгравированными на ней сорока надписями, которые, в свою очередь, сгруппированы в шестнадцати секторах, соответствующим шестнадцати этрусским божествам, одиннадцать из которых имеют параллели в римском пантеоне:
- Cautha (Sol Invictus)
- Fuflus (Вакх)
- Hercle (Геркулес)
- Mae (Майя)
- Maris (Марс)
- Nethuns (Нептун)
- Satres (Сатурн)
- Selvans (Сильван)
- Tin (Юпитер)
- Uni (Юнона)
- Vetisi (Вейовис)

Остальные пять имен божеств на печени не имеют параллелей в римской мифологии.
Помимо печени из Пьяченцы, известна аналогичная терракотовая модель печени для гастроскопических гаданий, найденная в Фалерии-Ветерес и выставленная в музее вилла Джулия, а также изображения печени на скульптуре, венчающей крышку погребальной урны, которая экспонируется в Этрусском музее имени Гварначчи в Вольтерре, и на зеркале Калхаса из Вульчи. Кроме того, известны и ближневосточные терракотовые модели печени II тысячелетия до нашей эры с нанесёнными на них текстами, использовавшиеся для гаданий.
Предположения, что печень из Пьяченцы имеет отношение к «медицинской астрологии», основанные на интерпретации фрагментов Публия Нигидия Фигула в изложении Цицерона, в настоящее время считаются ложными.